# Ribera de Abajo
Ribera de Abajo (o Ribera de Yuso) fue un concejo español en Asturias que se extinguió en 1897 al ser incorporado su territorio al vecino concejo de Oviedo.

## Geografía
El concejo comprendía las parroquias de Priorio, Puerto y Caces hasta 1862, año en que Priorio se incorporó al concejo de Oviedo. Limitaba al norte con el concejo de Oviedo, al oeste con el de Grado, al sur con el de Santo Adriano y al este con el de Ribera de Arriba. El concejo se situaba en ambas riberas del río Nalón, con Priorio en la margen derecha y Puerto y Siones en la izquierda.

### Demografía
Según los censos de población de España, la evolución demográfica del concejo entre 1842 y 1887 fue la siguiente:
| Gráfica de evolución demográfica del concejo de la Ribera de Abajo entre 1842 y 1887 |
| |
| * En el año 1862 la parroquia de Priorio se escindió del concejo y fue anexionada al de Oviedo Población de hecho según los censos de población de Junta General de Estadística (1857, 1860)/Instituto Geográfico y Estadístico (1877, 1887). Población de derecho según el censo de la matrícula catastral (1842). |

José Salgado y Guillermo, en su obra Monografía de las aguas termales acídulo-alcalino-nitrogenadas de Caldas de Oviedo (1850), detalla que el concejo tenía una población de 237 vecinos que se repartían del siguiente modo:
| Parroquia           | Pueblo    | Población  |
| ------------------- | --------- | ---------- |
| San Juan de Priorio | Priorio   | 18 vecinos |
| San Juan de Priorio | Piñera    | 24 vecinos |
| San Juan de Priorio | Casielles | 42 vecinos |
| San Juan de Caces   | Caces     | 40 vecinos |
| San Juan de Caces   | Siones    | 51 vecinos |
| San Juan de Caces   | Puerto    | 62 vecinos |

Según el nomenclátor para el censo de 1857, los 1507 habitantes se repartían en las siguientes localidades:
| Clase        | Nombre            | Habitantes |
| ------------ | ----------------- | ---------- |
| Aldea        | Caces             | 268 hab.   |
| Aldea        | Casielles         | 257 hab.   |
| Aldea        | La Melandrera     | 98 hab.    |
| Aldea        | Piñera            | 166 hab.   |
| Aldea        | Priorio (capital) | 148 hab.   |
| Aldea        | Puerto            | 154 hab.   |
| Aldea        | Quintanal         | 86 hab.    |
| Aldea        | Siones            | 253 hab.   |
| Caseríos (6) | Caseríos (6)      | 77 hab.    |

## Historia

### Edad Media
En 1297 los concejos de la ciudad de Oviedo y de la Ribera de Yuso firmaron un acuerdo por el que los lugareños de este, excepto algunos hidalgos, se declaraban vecinos de aquel y se comprometían al pago de tributos y otras obligaciones. Con esta carta de hermandad la ciudad ampliaba su alfoz y la Ribera pretendía librarse de la jurisdicción del obispo y del monasterio de San Vicente.
Como continuación del pacto, en 1305, Fernando IV de Castilla concede como alfoz de la ciudad de Oviedo las parroquias de Priorio, Puerto y Caces. Este privilegio fue contestado por la Iglesia de Oviedo, que se opuso a él obligando al concejo a entregarles una elevada suma y el documento o a destruirlo. El concejo de Oviedo acudió al rey en busca de amparo por este y otros motivos. En respuesta Fernando IV firmó en Valladolid una Real Cédula dirigida a su primo hermano Alfonso de Valencia, en contra de la sentencia eclesiástica y ordenándole el derribo de la fortaleza que el obispo tenía en Priorio:

Me embiaron decir, que salen omes de las torres de Priorio, que prenden los hombres seguros éforcian mugeres, é facen otros males muchos á los de Oviedo é de la ribera de yuso, é pero que yo mande por mis cartas al concejo de Oviedo, é á los adelantados é merinos que derribasen las dichas torres, que lo non ficieron por razon que el obispo es poderoso en esa tierra.

Derribo que no llegó a producirse.
A pesar de todo, ese mismo año el rey Fernando IV vuelve a firmar una Real Cédula reconociendo parte de los derechos de la Iglesia de Oviedo y en consecuencia su participación en el nombramiento de jueces en el concejo de la Ribera de Yuso.
En estos años de disputa tiene lugar la aparición de una copia de la donación de doña Urraca, posteriormente recogida en el Libro de la Regla Colorada y en el Libro de los Privilegios, en la que se recoge el concejo dentro de los límites del alfoz de Oviedo.

### Antiguo Régimen
Fue uno de los llamados concejos de Obispalía y a comienzos del siglo XIX su representante ocupaba el asiento n.º 52 en las juntas generales del Principado de Asturias.
En 1827 se agregó al concejo el coto de Puerto, que comprendía los lugares de Puerto, Siones y Caces en las parroquias de Puerto y Caces. El coto había sido incluido en el mayorazgo de Cienfuegos, creado por testamento de Rodrigo de la Rúa tras su fallecimiento en 1529. Pasó a jurisdicción de la casa de la Rúa en 1549 por adquisición de Alonso González de la Rúa, segundogénito de Rodrigo de la Rúa, a su hermano mayor, Gutierre Alonso de Cienfuegos, receptor del mayorazgo, por 375 000 maravedíes. Pasó a Sebastián Vigil de Quiñones por matrimonio con Isabel Bernardo de la Rúa Valdés, titular del mayorazgo de la Rúa. Sebastián fue nombrado vizconde de Puerto (que tomó su nombre por dicho coto) y posteriormente marqués de Santa Cruz de Marcenado por el rey Carlos II.

### Extinción
En 1897 el concejo se extinguió por su incorporación al municipio de Oviedo.